# Anatolij Kuksov
Anatolij Kuksov, född 21 november 1949 i Luhansk, Ukrainska SSR, Sovjetunionen, död 4 januari 2022 i Luhansk, var en sovjetisk fotbollsspelare som medverkade i det sovjetiska landslaget som tog OS-brons i fotbollsturneringen vid de olympiska sommarspelen 1972 i München.